# Требища (община Булкиза)
Вижте пояснителната страница за други значения на Требища.
Требища (понякога Требище, на албански: Trebisht или Trebishti) е село в Република Албания, община Булкиза (Булчица), административна област Дебър.

## География
Селото е разположено в историкогеографската област Голо бърдо и е населено основно с хора с българско или македонско национално съзнание. Състои се от три махали – на албански Мучина (Trebisht-Muçinë или Trebisht-Muçina), Челеби (Trebisht-Çelebi) и Балая (Trebisht-Balaj), които административно се водят отделни села.

## История

### Етимология
Според академик Иван Дуриданов етимологията на името Трепища е от личното име *Трепо, произлязло с обратно образуване от *Трепко, а то от *Требко < Трѣб(ь)ко, хипокористикон от композита като полските лични имена Trzebie-mir, Trzebie-sław, Trzebosław, словенските Trebo-bor, Trebi-brat, Trebe-mer, с основа trěb. Йордан Заимов смята, че първоначалното име е *Трьпишта от личното име *Трьпо, което произхожда от глагола трьпѣти. Според Дуриданов в историята на българския език няма данни за развитието на този глагол в *трепя.

### В Османската империя
В „Етнография на вилаетите Адрианопол, Монастир и Салоника“, издадена в Константинопол в 1878 година и отразяваща статистиката на населението от 1873 година Трабища (Trabichta) е посочено като село с 965 домакинства със 1300 жители помаци и 1030 жители българи. Според статистиката на Васил Кънчов („Македония. Етнография и статистика“) в Требища живеят 70 души българи християни и 2500 души българи мохамедани.
На Етнографската карта на Битолския вилает на Картографския институт в София от 1901 година Требища е смесено село българи, помаци, албанци и турци в Дебърската каза на Дебърския санджак с 689 къщи.
По данни на Екзархията в края на XIX век в Требища има 8 православни къщи с 68 души жители българи. По данни на секретаря на екзархията Димитър Мишев („La Macédoine et sa Population Chrétienne“) в 1905 година в Требища (Trebichta) има 152 българи екзархисти.
Според статистика на вестник „Дебърски глас“ в 1911 година в Требища-Дрим има 8 български екзархийски и 960 помашки къщи. Според Георги Трайчев през 1911/1912 година в Требища има 8 български къщи с 68 жители.
При избухването на Балканската война в 1912 година 5 души от Требища са доброволци в Македоно-одринското опълчение.

### В Албания
След Балканската война селото попада в новосъздадената държава Албания.
В 1918 – 1920 година, когато по-голямата част от Голо бърдо е окупирана от Кралството на сърби, хървати и словенци, в Требища е селадището на Голобърдския срез. При връщането на Требища на Албания част от землището на селото остава в Кралството на сърби, хървати и словенци – Требищкият хан, където е построен манастирът „Свети Архангел Гавриил“.
В рапорт на Павел Христов, главен български учител в Албания, и Григор Ошавков от 28 януари 1914 година се посочва, че Требища е село с 12 български къщи.
В 1915 година, по време на Първата световна война, селото е анексирано от Царство България. Към 1 март 1916 година Требища е център на Требищката община на българската Дебърска околия.
В рапорт на Сребрен Поппетров, главен инспектор-организатор на църковно-училищното дело на българите в Албания, от 1930 година Требища е отбелязано като село с 600 къщи, част от които православни българи, а останалите българи мохамедани.
В 1939 година Стаат Търпчев от името на 6 български къщи в Требища подписва Молбата на македонски българи до царица Йоанна, с която се иска нейната намеса за защита на българщината в Албания – по това време италиански протекторат.
В 1940 година Миленко Филипович пише, че Требище, Требишче (Требиште, Требишће) е голямо село с около 700 – 800 къщи, но само 4 или 5 православни. В селото според него се говори само „сръбски“, но работи албанско училище с много учители и много мюсюлмански младежи от Требища учат в чужбина. Християнските къщи в селото са в местността На чифлик. Съществува местност Църквище или Църков с православно гробище край самата държавна граница. В последните години мюсюлманите премахват паметниците от християнските гробове. Към имената на местности отбелязани от Йован Хадживасилевич в 1924 година – Рамна гора, Бела вода, Острен, Пресека, Радичево, Гумно, Нейновешица, Ветерник, Ястребец, Суа река – Филипович добавя и Койоска бука, Трещица, Гари, Кольов вир, Торец (чешма), Вранел, Царевец, Мета (Метова) Рен. Според местни разкази Требища е било някога чисто православно село. Когато в селото дошъл един владика грък, християните не поискали да му дадат подслон и го приел човек от малобройните мюсюлмани в селото. На тръгване владиката проклел селото в бъдеще в него да има мюсюлмани, колкото дотогава са били християните и християните да станат колкото мюсюлманите.
Според Божидар Видоески в Требище живеят „македонци мюсюлмани“ и „македонци православни“.
До 2015 година селото е център на самостоятелна община Требища.

## Личности
Родени в Требища
- Георги Спиров (1893 – ?), македоно-одрински опълченец, мазач, 2 рота на 1 дебърска дружина[18]
- Георги Ташов (1884 – ?), македоно-одрински опълченец, дюлгер, Нестроева рота на 1 дебърска дружина[19]
- Георги Тошов, македоно-одрински опълченец, Нестроева рота на 1 дебърска дружина[20]
- Иван Танев (1877 – ?), македоно-одрински опълченец, дюлгер, Нестроева рота на 1 дебърска дружина, носител на бронзов медал[21]
- Неджмедин Займи (1916 – 1991), албански художник и скулптор
- Фидан Киров (1872 – ?), македоно-одрински опълченец, дюлгерин, Нестроева рота на 1 дебърска дружина[22]
- Хамза Халили (р. 1939), албански скулптор
- Христо Андонов (1884 – ?), български революционер, член на ВМОРО